# Internationaler Tag der Migranten
Der Internationale Tag der Migranten wurde im Jahr 2000 von den Vereinten Nationen (UNO) ins Leben gerufen und auf das Datum 18. Dezember festgelegt.

## Kontext
Am 18. Dezember 1990 wurde die Internationale Konvention zum Schutz der Rechte aller Wanderarbeitnehmer und ihrer Familienangehörigen von der UN-Vollversammlung angenommen. Sie ist der primäre internationale Standard, mit dem Regierungen ihre nationalen gesetzlichen Schutzmechanismen messen sollten. Der Gedenktag soll auf die Situation der Menschen mit Migrationshintergrund hinzuweisen.
Im Dezember 2000 rief die UNO den ersten Internationalen Tag der Migranten aus.
Am 10. Dezember 2018 wurde der unter Führung der Generalversammlung der Vereinten Nationen erarbeitete Globale Pakt für eine sichere, geordnete und reguläre Migration angenommen.
Es gibt zudem einen kirchlichen Welttag des Migranten und Flüchtlings, der im September stattfindet, und den Weltflüchtlingstag am 20. Juni.